# II bitwa pod Nepheris
Druga bitwa pod Nepheris – starcie zbrojne, które miało miejsce w roku 147 p.n.e.
Po stoczeniu bitwy przy porcie kartagińskim i zdobyciu po ciężkiej walce umocnień na grobli, Scypion Afrykański podjął decyzję o likwidacji armii kartagińskiej stacjonującej w Nepheris, gdzie rok wcześniej Rzymianie ponieśli porażkę w bitwie z Hasdrubalem. 
W roku 147 p.n.e. wojska rzymskie po zablokowaniu Kartaginy, i odcięciu jej obrońców od dostaw żywności i wody wyruszyły pod Nepheris, gdzie stacjonowały wojska Diogenesa. Również tutaj Scypion zablokował obóz kartagiński, po czym z częścią sił zwrócił się przeciwko mniejszym oddziałom przeciwnika w rejonie. Po zlikwidowaniu tych oddziałów, Rzymianie całymi siłami zwrócili się przeciwko Diogenesowi. W wyniku bitwy otoczeni ze wszystkich stron Kartagińczycy ponieśli klęskę. Zginęło kilka tysięcy ludzi, wielu zaś dostało się do niewoli. Upadek Nepheris znacząco wpłynął na morale obrońców Kartaginy, którzy stracili wiarę w zwycięstwo. 